# Verstanclahorn
Verstanclahorn är en bergstopp i Schweiz.   Den ligger i regionen Prättigau/Davos och kantonen Graubünden, i den östra delen av landet, 200 km öster om huvudstaden Bern. Toppen på Verstanclahorn är 3 298 meter över havet, eller 539 meter över den omgivande terrängen. Bredden vid basen är 6,7 km.
Terrängen runt Verstanclahorn är varierad. Närmaste större samhälle är Davos, 18,2 km väster om Verstanclahorn. 
Trakten runt Verstanclahorn består i huvudsak av gräsmarker. Runt Verstanclahorn är det mycket glesbefolkat, med 5 invånare per kvadratkilometer.